# Football Club de Sion 2008-2009
Questa voce raccoglie le informazioni riguardanti il Football Club de Sion nelle competizioni ufficiali della stagione 2008-2009.

## Stagione
Nella stagione 2008-2009 il Sion, allenato da Uli Stielike, Christian Constantin, Umberto Barberis e Didier Tholot, concluse il campionato di Super League all'8º posto. In Coppa Svizzera il Sion vinse la finale con lo Young Boys.

## Rosa
| N. |                           | Ruolo | Calciatore          |
| -- | ------------------------- | ----- | ------------------- |
| 1  | Egitto (bandiera)         | P     | Essam El-Hadary     |
| 2  | Angola (bandiera)         | D     | Kali                |
| 2  | Nigeria (bandiera)        | D     | Yusuf Mohamed       |
| 3  | Nigeria (bandiera)        | D     | Obinna Nwaneri      |
| 4  | Svizzera (bandiera)       | D     | Stéphane Sarni      |
| 6  | Costa d'Avorio (bandiera) | C     | Serey Dié           |
| 7  | Francia (bandiera)        | C     | Virgile Reset       |
| 8  | Marocco (bandiera)        | D     | Jamal Alioui        |
| 9  | Costa Rica (bandiera)     | A     | Álvaro Saborío      |
| 11 | Svizzera (bandiera)       | A     | Guilherme Afonso    |
| 12 | Mozambico (bandiera)      | D     | Paíto               |
| 15 | Francia (bandiera)        | C     | Olivier Monterrubio |
| 16 | Svizzera (bandiera)       | C     | Didier Crettenand   |
| 17 | Nigeria (bandiera)        | A     | Saidu Adeshina      |
| 19 | Benin (bandiera)          | C     | Jocelyn Ahouéya     |

| N. |                         | Ruolo | Calciatore            |
| -- | ----------------------- | ----- | --------------------- |
| 20 | Ungheria (bandiera)     | D     | Vilmos Vanczák        |
| 22 | Serbia (bandiera)       | C     | Goran Obradović       |
| 23 | Colombia (bandiera)     | C     | Álvaro José Domínguez |
| 24 | RD del Congo (bandiera) | A     | Mobulu M'Futi         |
| 25 | Italia (bandiera)       | C     | Michele Morganella    |
| 26 | Svizzera (bandiera)     | C     | Enes Fermino          |
| 27 | Svizzera (bandiera)     | C     | Damien Germanier      |
| 28 | Francia (bandiera)      | C     | Julien Brellier       |
| 29 | Svizzera (bandiera)     | C     | Florian Berisha       |
| 30 | Svizzera (bandiera)     | P     | Nicolas Beney         |
| 31 | Svizzera (bandiera)     | D     | Arnaud Bühler         |
|    | Svizzera (bandiera)     | P     | Basile Couchepin      |
|    | Svizzera (bandiera)     | D     | Gilles Levrand        |
|    | Svizzera (bandiera)     | C     | Dorian Zambaz         |

## Organigramma societario
Area tecnica
- Allenatore: Didier Tholot
- Allenatore in seconda:
- Preparatore dei portieri: Marco Pascolo
- Preparatori atletici:

## Calciomercato

### Sessione estiva
| Acquisti | Acquisti            | Acquisti | Acquisti |
| R.       | Nome                | da       | Modalità |
| -------- | ------------------- | -------- | -------- |
| A        | Abdelmoumen Djabou  | ES Sétif |          |
| D        | Gilles Levrand      | Sion II  |          |
| C        | Olivier Monterrubio | Lens     |          |
| C        | Serey Dié           | ES Sétif |          |

| Cessioni | Cessioni           | Cessioni   | Cessioni |
| R.       | Nome               | a          | Modalità |
| -------- | ------------------ | ---------- | -------- |
| P        | Germano Vailati    | Metz       |          |
| C        | Emanuele Di Zenzo  | Bellinzona |          |
| A        | Kamil Grosicki     | Sion II    |          |
| D        | Mirsad Mijadinoski | Újpest     |          |

### Sessione invernale
| Acquisti | Acquisti      | Acquisti          | Acquisti |
| R.       | Nome          | da                | Modalità |
| -------- | ------------- | ----------------- | -------- |
| C        | Enes Fermino  | La Chaux-de-Fonds |          |
| D        | Yusuf Mohamed | Al-Hilal Omdurman |          |

| Cessioni | Cessioni           | Cessioni        | Cessioni |
| R.       | Nome               | a               | Modalità |
| -------- | ------------------ | --------------- | -------- |
| C        | Beto               | Ergotelīs       |          |
| A        | Abdelmoumen Djabou | USM El Harrach  |          |
| D        | Bastien Geiger     | Neuchâtel Xamax |          |

## Risultati

### Super League

#### Prima fase, girone di andata
| Arbitro: | Kever |

|                           |           |            |
| Ianu 10’, 35’ Rogério 67’ | Marcatori | 90’ M'Futi |

| Arbitro: | Bertolini |

|                                     |           |                 |
| Monterrubio 64’ (rig.) Adeshina 79’ | Marcatori | 25’ (aut.) Kali |

| Arbitro: | Circhetta |

|                             |           |                 |
| Lulić 4’ Bobadilla 14’, 90’ | Marcatori | 78’ Monterrubio |

| Arbitro: | Meßner |

|                       |           |  |
| Beto 36’ Adeshina 45’ | Marcatori |  |

| Arbitro: | Hänni |

|  |           |                          |
|  | Marcatori | 28’ Lustrinelli 78’ Raso |

| Arbitro: | Zimmermann |

|            |           |                              |
| Džombić 9’ | Marcatori | 20’ Adeshina 30’ Monterrubio |

| Arbitro: | Studer |

|             |           |                                     |
| Vanczák 13’ | Marcatori | 15’ Aegerter 55’ Hassli 90’ Mehmedi |

| Arbitro: | Grossen |

|                    |           |               |
| Paquito 55’ (rig.) | Marcatori | 47’ Obradović |

| Arbitro: | Busacca |

|                                 |           |                                        |
| Ideye 3’ Chihab 23’, 67’ (rig.) | Marcatori | 16’ M'Futi 57’ Saborío 75’ Monterrubio |

#### Prima fase, girone di ritorno
| Arbitro: | Busacca |

|               |           |             |
| Domínguez 90’ | Marcatori | 40’ Bastida |

| Arbitro: | Circhetta |

|                                                        |           |  |
| Schneuwly 29’, 74’ Schneider 37’ Häberli 72’ Degen 89’ | Marcatori |  |

| Sion 25 ottobre 2008, ore 17:45 CEST 12ª giornata | Sion      | 0 – 0 referto | Grasshoppers | Stade Tourbillon (9 250 spett.)\| Arbitro: \| Bertolini \| |
| Arbitro:                                          | Bertolini |               |              |                                                            |

| Arbitro: | Busacca |

|                                          |           |  |
| Perović 9’ Huggel 45’ (rig.) Stocker 62’ | Marcatori |  |

| Arbitro: | Zimmermann |

|                                    |           |             |
| Lustrinelli 68’ (rig.), 90’ (rig.) | Marcatori | 33’ Vanczák |

| Arbitro: | Wermelinger |

|                                  |           |             |
| Monterrubio 33’, 68’ Saborío 89’ | Marcatori | 74’ Rivaldo |

| Arbitro: | Bertolini |

|              |           |  |
| Alphonse 12’ | Marcatori |  |

| Arbitro: | Busacca |

|               |           |              |
| Domínguez 43’ | Marcatori | 64’ Frimpong |

| Sion 13 dicembre 2008, ore 17:45 CET 18ª giornata | Sion       | 0 – 0 referto | Neuchâtel Xamax | Stade Tourbillon (7 800 spett.)\| Arbitro: \| Laperrière \| |
| Arbitro:                                          | Laperrière |               |                 |                                                             |

#### Seconda fase, girone di andata
| Arbitro: | Wermelinger |

|          |           |  |
| Roux 73’ | Marcatori |  |

| Arbitro: | Bertolini |

|                          |           |            |
| Domínguez 44’ M'Futi 90’ | Marcatori | 55’ Gaspar |

| Arbitro: | Zimmermann |

|                             |           |                  |
| Wüthrich 60’ Ideye 70’, 80’ | Marcatori | 89’, 90’ Saborío |

| Arbitro: | Circhetta |

|                            |           |                                          |
| Monterrubio 65’ M'Futi 90’ | Marcatori | 7’ Degen 48’ (rig.) Raimondi 69’ Doumbia |

| Arbitro: | Laperrière |

|  |           |                                   |
|  | Marcatori | 68’ (rig.) Domínguez 78’ Adeshina |

| Arbitro: | Busacca |

|  |           |                                               |
|  | Marcatori | 41’, 80’ Mustafi 45’ Chipperfield 82’ Perović |

| Arbitro: | Bieri |

|            |           |  |
| Aquaro 11’ | Marcatori |  |

| Arbitro: | Circhetta |

|              |           |               |
| Adeshina 43’ | Marcatori | 32’ Schwegler |

| Arbitro: | Bertolini |

|  |           |               |
|  | Marcatori | 41’ Margairaz |

#### Seconda fase, girone di ritorno
| Arbitro: | Hänni |

|                        |           |                           |
| Aegerter 6’ Hassli 45’ | Marcatori | 8’ Afonso 22’ Monterrubio |

| Arbitro: | Busacca |

|           |           |  |
| Paiva 52’ | Marcatori |  |

| Arbitro: | Grossen |

|                                     |           |  |
| Paulinho 12’ (aut.) Monterrubio 39’ | Marcatori |  |

| Arbitro: | Bertolini |

|                              |           |                           |
| Huggel 74’ Bühler 77’ (aut.) | Marcatori | 78’ Saborío 81’ Domínguez |

| Arbitro: | Kever |

|          |           |                                             |
| Paíto 4’ | Marcatori | 21’ (aut.) Paíto 82’, 84’ Zárate 89’ Riedle |

| Arbitro: | Bertolini |

|                                     |           |                |
| Hochstrasser 27’ (rig.) Doumbia 69’ | Marcatori | 40’ Crettenand |

| Arbitro: | Laperrière |

|          |           |  |
| Reset 7’ | Marcatori |  |

| Arbitro: | Bertolini |

|               |           |                                                              |
| Fejzulahi 83’ | Marcatori | 15’, 52’ (rig.) Monterrubio 31’ Vanczák 34’ Sarni 44’ Afonso |

| Arbitro: | Grossen |

|                                |           |                                  |
| Berisha 22’ (rig.) Vanczák 42’ | Marcatori | 51’ Lustrinelli 90’ (aut.) Beney |

### Coppa Svizzera
| 20 settembre 2008, ore 19:30 CEST Primo turno | Étoile Carouge | 0 – 5 | Sion |  |

| 19 ottobre 2008, ore 15:00 CEST Secondo turno | Le Mont | 2 – 5 | Sion |  |

| 23 novembre 2008, ore 14:30 CET Ottavi di finale | Malley | 0 – 1 | Sion |  |

| 17 marzo 2009, ore 20:15 CET Quarti di finale | San Gallo | 1 – 2 | Sion |  |

| 13 aprile 2009, ore 19:45 CEST Semifinale    | Lucerna              | ? – ? | Sion |  |
| \| \| \| \| \| \| Tiri di rigore 2 – 4 \| \| |                      |       |      |  |
|                                              |                      |       |      |  |
|                                              | Tiri di rigore 2 – 4 |       |      |  |

| Arbitro: | Circhetta |

|                                    |           |                                   |
| Obradović 41’ Sarni 51’ Afonso 88’ | Marcatori | 22’ (rig.) Yapi Yapo 37’ Raimondi |

## Statistiche

### Statistiche di squadra
| Competizione   | Punti | In casa | In casa | In casa | In casa | In casa | In casa | In trasferta | In trasferta | In trasferta | In trasferta | In trasferta | In trasferta | Totale | Totale | Totale | Totale | Totale | Totale | DR  |
| Competizione   | Punti | G       | V       | N       | P       | Gf      | Gs      | G            | V            | N            | P            | Gf           | Gs           | G      | V      | N      | P      | Gf     | Gs     | DR  |
| -------------- | ----- | ------- | ------- | ------- | ------- | ------- | ------- | ------------ | ------------ | ------------ | ------------ | ------------ | ------------ | ------ | ------ | ------ | ------ | ------ | ------ | --- |
| Super League   | 37    | 18      | 6       | 6       | 6       | 21      | 25      | 18           | 3            | 4            | 11           | 23           | 35           | 36     | 9      | 10     | 17     | 44     | 60     | -16 |
| Coppa Svizzera | -     | 1       | 1       | 0       | 0       | 3       | 2       | 5            | 4            | 1            | 0            | 13           | 3            | 6      | 5      | 1      | 0      | 16     | 5      | +11 |
| Totale         | 37    | 19      | 7       | 6       | 6       | 24      | 27      | 23           | 7            | 5            | 11           | 36           | 38           | 42     | 14     | 11     | 17     | 60     | 65     | -5  |

### Andamento in campionato
| Giornata  | 1 | 2 | 3 | 4 | 5 | 6 | 7 | 8 | 9 | 10 | 11 | 12 | 13 | 14 | 15 | 16 | 17 | 18 | 19 | 20 | 21 | 22 | 23 | 24 | 25 | 26 | 27 | 28 | 29 | 30 | 31 | 32 | 33 | 34 | 35 | 36 |
| --------- | - | - | - | - | - | - | - | - | - | -- | -- | -- | -- | -- | -- | -- | -- | -- | -- | -- | -- | -- | -- | -- | -- | -- | -- | -- | -- | -- | -- | -- | -- | -- | -- | -- |
| Luogo     | T | C | T | C | C | T | C | T | T | C  | T  | C  | T  | T  | C  | T  | C  | C  | T  | C  | T  | C  | T  | C  | T  | C  | C  | T  | T  | C  | T  | C  | T  | C  | T  | C  |
| Risultato | P | V | P | V | P | V | P | N | N | N  | P  | N  | P  | P  | V  | P  | N  | N  | P  | V  | P  | P  | V  | P  | P  | N  | P  | N  | P  | V  | N  | P  | P  | V  | V  | N  |
| Posizione | 9 | 6 | 7 | 6 | 6 | 5 | 5 | 5 | 6 | 6  | 6  | 7  | 7  | 7  | 6  | 8  | 8  | 7  | 8  | 7  | 8  | 8  | 7  | 8  | 8  | 8  | 8  | 8  | 9  | 8  | 9  | 9  | 9  | 8  | 8  | 8  |

Legenda:

Luogo: C = Casa; T = Trasferta. Risultato: V = Vittoria; N = Pareggio; P = Sconfitta.

### Statistiche dei giocatori
| Giocatore      | Super League | Super League | Super League | Super League | Coppa Svizzera | Coppa Svizzera | Coppa Svizzera | Coppa Svizzera | Totale   | Totale | Totale      | Totale     |
| Giocatore      | Presenze     | Reti         | Ammonizioni  | Espulsioni   | Presenze       | Reti           | Ammonizioni    | Espulsioni     | Presenze | Reti   | Ammonizioni | Espulsioni |
| -------------- | ------------ | ------------ | ------------ | ------------ | -------------- | -------------- | -------------- | -------------- | -------- | ------ | ----------- | ---------- |
| S. Adeshina    | 24           | 5            | 0            | 1            | 0              | 0              | 0              | 0              | 24       | 5      | 0           | 1          |
| G. Afonso      | 12           | 2            | 1            | 0            | 1              | 1              | 0              | 0              | 13       | 3      | 1           | 0          |
| J. Ahouéya     | 16           | 0            | 2            | 0            | 1              | 0              | 0              | 0              | 17       | 0      | 2           | 0          |
| J. Alioui      | 25           | 0            | 7            | 2            | 1              | 0              | 1              | 0              | 26       | 0      | 8           | 2          |
| N. Beney       | 7            | 0            | 1            | 1            | 0              | 0              | 0              | 0              | 7        | 0      | 1           | 1          |
| F. Berisha     | 7            | 1            | 0            | 0            | 0              | 0              | 0              | 0              | 7        | 1      | 0           | 0          |
| B. Beto        | 5            | 1            | 1            | 0            | 0              | 0              | 0              | 0              | 5        | 1      | 1           | 0          |
| J. Brellier    | 11           | 0            | 0            | 2            | 0              | 0              | 0              | 0              | 11       | 0      | 0           | 2          |
| A. Bühler      | 26           | 0            | 4            | 0            | 0              | 0              | 0              | 0              | 26       | 0      | 4           | 0          |
| B. Couchepin   | 0            | 0            | 0            | 0            | 0              | 0              | 0              | 0              | 0        | 0      | 0           | 0          |
| D. Crettenand  | 21           | 1            | 1            | 0            | 1              | 0              | 0              | 0              | 22       | 1      | 1           | 0          |
| S. Dié         | 30           | 0            | 5            | 2            | 1              | 0              | 0              | 0              | 31       | 0      | 5           | 2          |
| Á. Domínguez   | 29           | 5            | 2            | 0            | 0              | 0              | 0              | 0              | 29       | 5      | 2           | 0          |
| E. Fermino     | 16           | 0            | 2            | 2            | 1              | 0              | 0              | 0              | 17       | 0      | 2           | 2          |
| B. Geiger      | 9            | 0            | 0            | 0            | 0              | 0              | 0              | 0              | 9        | 0      | 0           | 0          |
| D. Germanier   | 1            | 0            | 0            | 0            | 0              | 0              | 0              | 0              | 1        | 0      | 0           | 0          |
| E. Hadary      | 27           | 0            | 4            | 1            | 1              | 0              | 1              | 0              | 28       | 0      | 5           | 1          |
| K. Kali        | 19           | 0            | 6            | 0            | 0              | 0              | 0              | 0              | 19       | 0      | 6           | 0          |
| G. Levrand     | 0            | 0            | 0            | 0            | 0              | 0              | 0              | 0              | 0        | 0      | 0           | 0          |
| M. M'Futi      | 20           | 4            | 1            | 0            | 0              | 0              | 0              | 0              | 20       | 4      | 1           | 0          |
| Y. Mohamed     | 0            | 0            | 0            | 0            | 0              | 0              | 0              | 0              | 0        | 0      | 0           | 0          |
| O. Monterrubio | 35           | 11           | 1            | 0            | 1              | 0              | 0              | 0              | 36       | 11     | 1           | 0          |
| M. Morganella  | 2            | 0            | 0            | 0            | 0              | 0              | 0              | 0              | 2        | 0      | 0           | 0          |
| O. Nwaneri     | 16           | 0            | 3            | 2            | 1              | 0              | 0              | 0              | 17       | 0      | 3           | 2          |
| G. Obradović   | 22           | 1            | 3            | 0            | 1              | 1              | 1              | 0              | 23       | 2      | 4           | 0          |
| P. Paíto       | 17           | 1            | 5            | 0            | 1              | 0              | 0              | 0              | 18       | 1      | 5           | 0          |
| V. Reset       | 29           | 1            | 3            | 0            | 1              | 0              | 0              | 0              | 30       | 1      | 3           | 0          |
| Á. Saborío     | 22           | 5            | 0            | 0            | 0              | 0              | 0              | 0              | 22       | 5      | 0           | 0          |
| S. Sarni       | 15           | 1            | 5            | 0            | 1              | 1              | 0              | 0              | 16       | 2      | 5           | 0          |
| G. Vailati     | 5            | 0            | 0            | 0            | 0              | 0              | 0              | 0              | 5        | 0      | 0           | 0          |
| V. Vanczák     | 34           | 4            | 9            | 0            | 1              | 0              | 1              | 0              | 35       | 4      | 10          | 0          |
| D. Zambaz      | 0            | 0            | 0            | 0            | 0              | 0              | 0              | 0              | 0        | 0      | 0           | 0          |